# Meir Ishaki
Meir Ishaki (auch Mayir Ishaki) war ein jüdischer Gelehrter des 18. Jahrhunderts und von 1762 bis 1780 Großrabbiner in Konstantinopel.